# 巫永昌
巫永昌（1905年—2000年），是一位出身埔里的醫師及企業家。他也是巫永福與巫重興的長兄。

## 生平

### 早年生活
1905年，巫永昌出生於日治台灣埔里，為巫俊所有子女中最早出生者。巫永昌幼時在家鄉就讀於書塾和小學。大正9年（1920年）時埔里社公學校第一名卒業，考入臺灣公立臺中高等普通學校（後改稱臺中州立臺中第一中學校，即今國立臺中第一高級中學）。大正14年（1925年）臺中州立臺中第一中學校第七回第一名卒業，考入日本愛知醫科大學預科（後更名為名古屋醫科大學，即今名古屋大學醫學部），受教於天皇御醫勝沼精藏教授。昭和8年（1933年），與彰化市名門世家吳沛結婚。昭和11年（1936年），取得名古屋醫科大學臨床醫學博士學位。

### 職業生涯
昭和12年（1937年），返回台灣於臺中市開設永昌內科醫院，並當選第一屆民選臺中市議會議員。因為當時臺中州、臺中市很多日本官員、仕紳都找永昌內科就醫，引起日籍醫師們不滿，於是設計使他被徵召為軍醫赴越南戰區。他到高雄報到後因臺中醫務交代獲准回到院內照顧患者，再返高雄港時運輸船已啟航，而該船隨後即在越南外海遭擊沉，他因而逃過一劫。戰後陳果夫患肺癆隨蔣介石來台後住進台中市長公館，由他主治療養並每日往診。二二八事件後，他遭受誣陷被捕送台北市西本願寺再轉軍法處。陳果夫隨即寫信給蔣介石要求慎重查明事實，經確認為誣告後，他被釋放回家再為陳果夫服務，從此不再參加政治活動，並於民國37年（1948年）接任臺中市醫師公會第二屆理事長。民國69年（1980年），獲全國好人好事表揚。民國85年（1996年），獲國際扶輪傑出服務獎。他通曉漢文、日文、德文、拉丁文、英文，並能夠流利使用國語。曾經擔任南投客運董事長，以及化學製藥、產物保險、農藥公司等多種大型機構常務董事。

### 家庭生活
巫永昌與吳沛育有二男四女。